# Meridiano 55 W
O meridiano 55 W é um meridiano que, partindo do Polo Norte, atravessa o Oceano Ártico, América do Norte, Oceano Atlântico, América do Sul, Oceano Antártico, Antártida e chega ao Polo Sul. Forma um círculo máximo com o Meridiano 125 E.
Começando no Polo Norte, o meridiano 55º Oeste tem os seguintes cruzamentos:
| País, território ou mar | Notas |
| ----------------------- | --- |
| Oceano Ártico           | |
| Mar de Lincoln          | |
| Gronelândia             | |
| Baía de Baffin          | |
| Gronelândia             | Ilha Qeqertarsuatsiaq |
| Baía de Baffin          | |
| Estreito de Davis       | Passa a oeste da Ilha Disko, Gronelândia |
| Oceano Atlântico        | Mar do Labrador, incluindo Baía de Notre Dame |
| Canadá                  | Ilhas Exploits e Terra Nova, Terra Nova e Labrador                                                                                                  |
| Baía Fortune            | |
| Canadá                  | Península de Burin, Terra Nova, Terra Nova e Labrador                                                                                               |
| Oceano Atlântico        | |
| Suriname                | Passa a leste de Paramaribo |
| Brasil                  | Pará Mato Grosso Mato Grosso do Sul |
| Paraguai                | |
| Argentina               | |
| Brasil                  | Rio Grande do Sul |
| Uruguai                 | Passa a oeste de Punta del Este |
| Oceano Atlântico        | |
| Oceano Antártico        | |
| Ilhas Shetland do Sul   | Ilha Elefante - reivindicada por Argentina, Chile e Reino Unido                                                                                     |
| Oceano Antártico        | Passa a leste da Ilha Joinville, Antártida |
| Antártida               | Território reivindicado pela Argentina (Antártida Argentina), Chile (Província da Antártida Chilena) e Reino Unido (Território Antártico Britânico) |